# Antona e Trigonant
Antona e Trigonant (en francès Antonne-et-Trigonant) és un municipi francès situat al departament de la Dordonya i a la regió de la Nova Aquitània.

## Demografia
| 1962                                       | 1968 | 1975 | 1982 | 1990  | 1999  | 2007  |
| ------------------------------------------ | ---- | ---- | ---- | ----- | ----- | ----- |
| 750                                        | 862  | 917  | 961  | 1.050 | 1.080 | 1.200 |
| Des de 1962: població sense dobles comptes |      |      |      |       |       |       |

## Administració
| Període   | Identitat          | Partit |
| --------- | ------------------ | ------ |
| 1947-1956 | Valentin Landry    |        |
| 1956-1959 | Christian de Lary  |        |
| 1959-1977 | Paul Trarieux      |        |
| 1977-1983 | Raymond Storelli   |        |
| 1983-1989 | Robert Boulangé    |        |
| 1989-2008 | Jean-Claude Roujon | PS     |
| 2008-     | Daniel Le Mao      | PS     |